# Jaguariaíva (gemeente)
Jaguariaíva is een gemeente in de Braziliaanse deelstaat Paraná. De gemeente telt 33.244 inwoners (schatting 2009).

## Aangrenzende gemeenten
De gemeente grenst aan Arapoti, Doutor Ulysses, Piraí do Sul, São José da Boa Vista en Sengés.

## Galerij

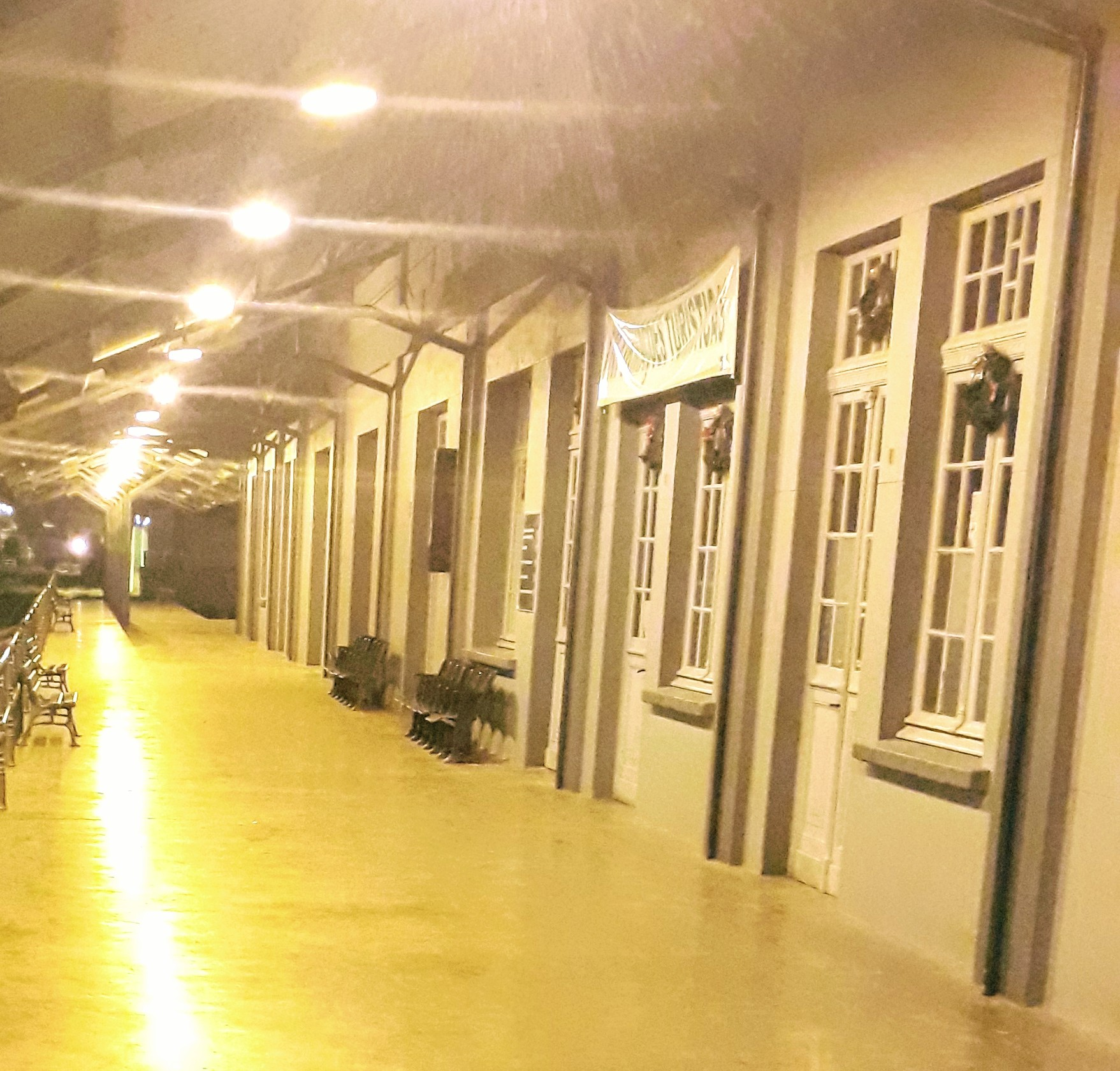
Treinstation in Jaguariaíva.
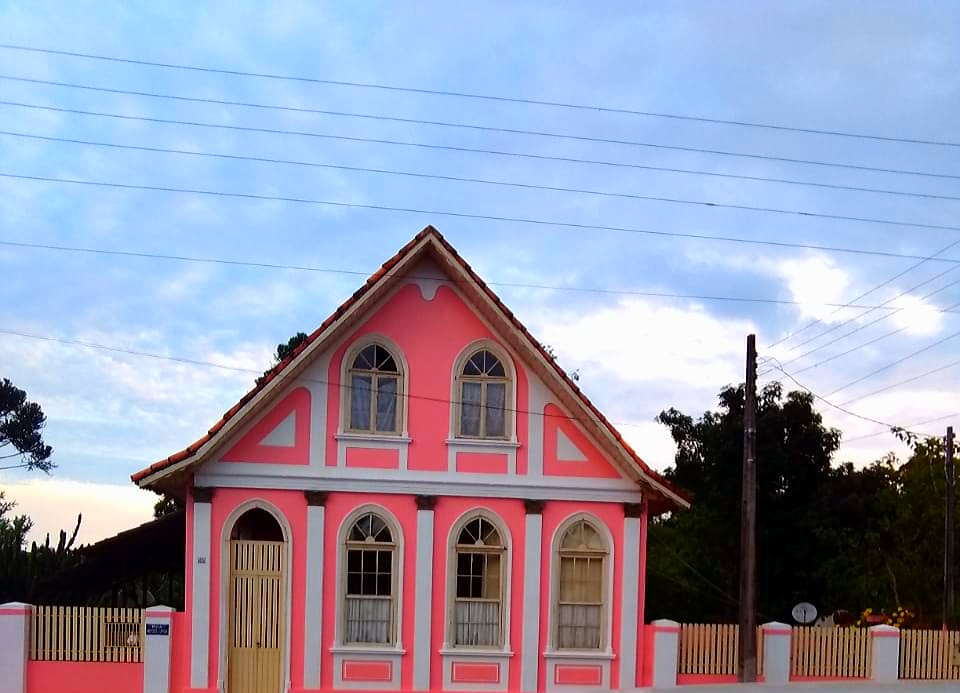
Historisch gebouw, in Jaguariaíva..
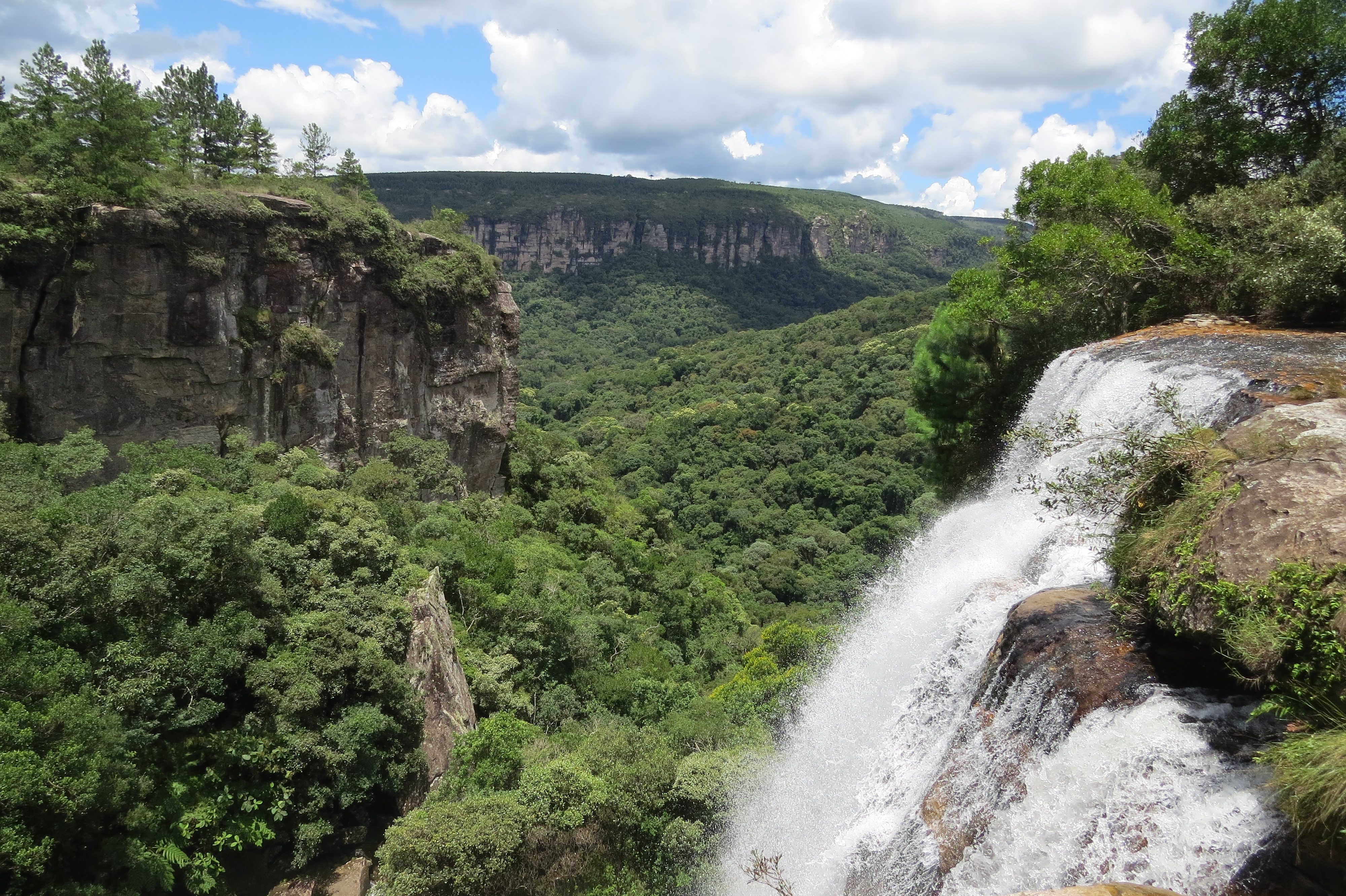
Staatspark Vale do Codó, in Jaguariaíva.
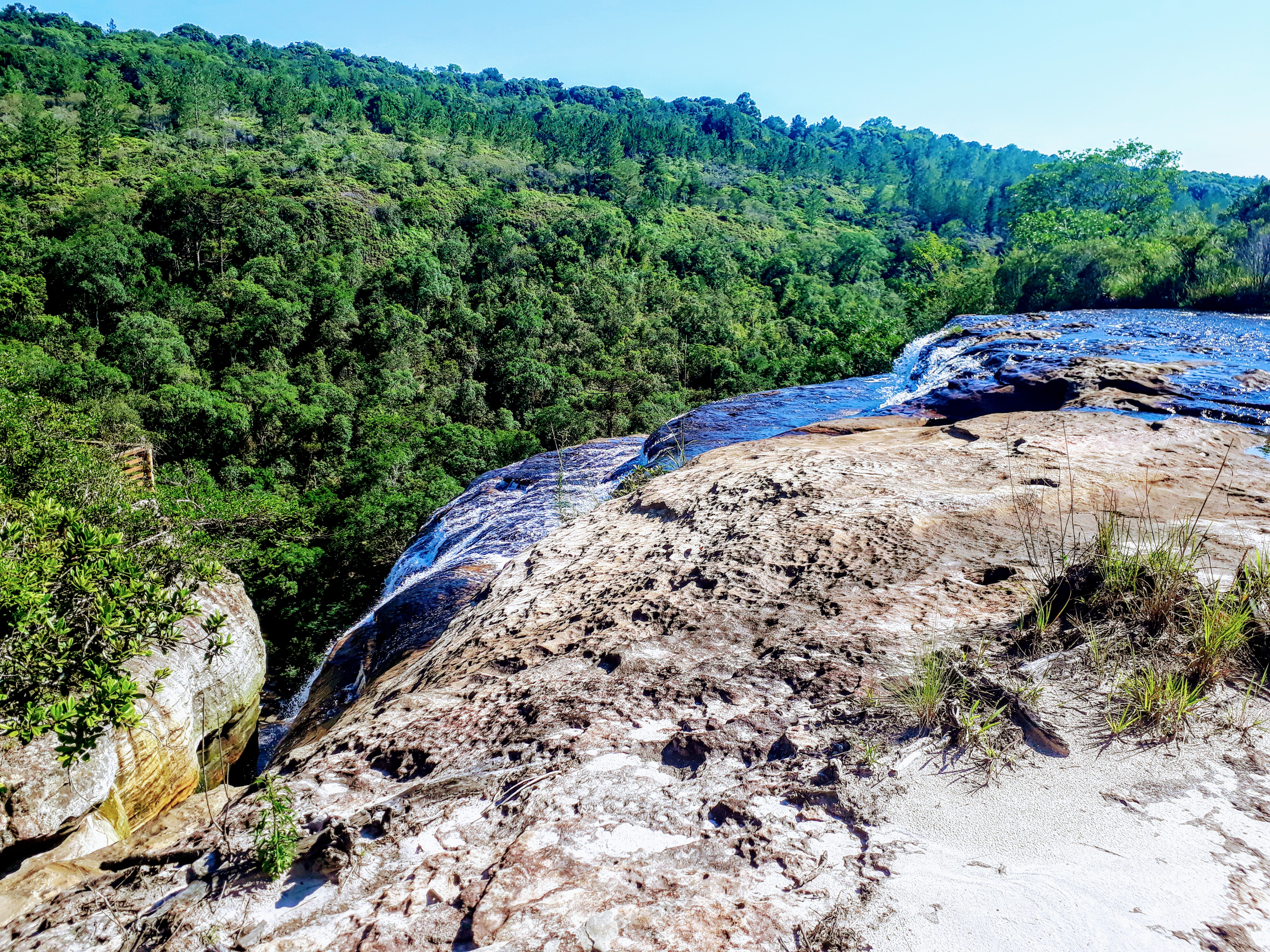
Staatspark Cerrado, in Jaguariaíva.